# Rabbia in pugno
Rabbia in pugno è un film d'azione indipendente del 2013 diretto da Stefano Calvagna.
Il film è stato diretto dal regista mentre era in libertà vigilata ed è stato girato interamente all'interno di una grande palestra di Roma, dove sono stati ricreati tutti gli ambienti necessari.

## Trama
Valerio è un poliziotto campione di kick boxing con una vita felice: un rapporto fraterno con l'amico Fabrizio e una bellissima storia d'amore con Valentina, che lo renderà presto padre. Ma gli eventi prendono una piega imprevista quando la donna, cercando di inseguire il suo sogno di diventare attrice e trovata una speranza presso Sergio Bruschi, un produttore senza scrupoli, muore a causa di una reazione allergica ad una droga che il fratello del produttore le aveva messo nel bicchiere, per permettere al losco produttore di stuprarla.
Dopo parecchi mesi in cui le indagini non hanno portato i frutti sperati, Valerio decide di farsi giustizia da solo con l'aiuto di Fabrizio e di un altro amico, Giordano. Nello scontro che ne consegue Valerio uccide il fratello di Bruschi e si attira addosso l'ira di quest'ultimo. Braccato sia dalla legge che dagli scagnozzi di Sergio, Valerio troverà rifugio presso Fabrizio, riscoprendo alcuni valori che credeva perduti. Intanto un misterioso ragazzo comincia a dar confidenza a Valerio.